# Sint-Maartenskerk (Baarland)
De Sint-Maartenskerk is de protestantse kerk van Baarland, gelegen aan Slotstraat 3.

## Geschiedenis
Deze kerk is gebouwd in het midden van de 14e eeuw, en uit deze periode zijn het koor en de toren nog bewaard gebleven. De kerk was oorspronkelijk gewijd aan Sint-Maarten. In de 15e eeuw werd de kerk tot een driebeukige hallenkerk met transept uitgebouwd. In 1532 woedde er een brand, waardoor het gebouw beschadigd werd.
In 1774 werden de zijbeuken gesloopt en ontstond een eenbeukig kerkgebouw. Ook de hoektorentjes werden afgebroken. In de 19e eeuw werd een consistorie aangebouwd en in 1955 werd de toren gerestaureerd.

## Gebouw
Tegenwoordig rest een eenbeukige bakstenen kerk met driezijdig gesloten koor en een aangebouwde zware toren met haakse steunberen. De, verder stompe, toren wordt bekroond door een tentdak en ze wordt geflankeerd door een achtzijdige traptoren die in het verlengde van één der steunberen werd gebouwd.
Boven het ingansportaal van de toren bevinden zich twee flesvormige schandstenen.

## Interieur
Het interieur wordt overwelfd door een houten tongewelf. Het doopvont, in 1774 verwijderd en een tijdlang gebruikt als drinkbak voor het vee, om in de 19e eeuw in bezit te komen van het Koninklijk Zeeuwsch Genootschap der Wetenschappen en via dit Genootschap in het Zeeuws Museum, om in 2004 weer in de kerk te worden geplaatst.
Het orgel is van ongeveer 1750 en werd gebouwd door Jacob François Moreau en zijn zoon Johannes Jacobus Moreau. In 1786 werd het in de kerk van Baarland geplaatst.